# Kenianische Rugby-Union-Nationalmannschaft
Die kenianische Rugby-Union-Nationalmannschaft (englisch Kenya national rugby union team; Swahili Timu ya raga ya Kenya) ist die Nationalmannschaft Kenias in der Sportart Rugby Union und repräsentiert das Land bei allen Länderspielen (Test Matches) der Männer. Die Mannschaft trägt den Spitznamen Simbas (Swahili: „die Löwen“), nach dem Wappentier des Landes, dem Löwen (Panthera leo). Die organisatorische Verantwortung trägt der 1970 gegründete Verband Kenya Rugby Union (englisch, KRU; Swahili Shirikisho la Raga Kenya). Kenia wird vom Weltverband World Rugby in die dritte Stärkeklasse (third tier) eingeteilt und gilt, zusammen mit der Elfenbeinküste und Simbabwe, traditionellerweise als eine der stärksten Nationalmannschaften Afrikas nach den Springboks aus Südafrika und den Welwitschias aus Namibia.
Der Rugby-Union-Sport in Kenia geht auf die britische Kolonialzeit zurück und ist seitdem stark von der früheren Kolonialmacht beeinflusst worden. Das erste Test Match fand 1954 gegen Tanganjika (heute Tansania) statt. Heimstadion ist der RFUEA Ground in Nairobi, der 1955 mit einem Spiel einer ostafrikanischen Mannschaft gegen die British and Irish Lions eingeweiht wurde. Die Mannschaft errang bisher zwei Titel bei Afrikameisterschaften und klassierte sich viermal auf dem dritten sowie viermal auf dem vierten Platz. Ihr gelang es noch nicht, sich für eine Weltmeisterschaft zu qualifizieren. Traditionell spielt Kenia in roten Trikots mit schwarzen Hosen und grünen Socken – also in den Farben der Flagge Kenias. Bisher wurde ein kenianischer Nationalspieler in die World Rugby Hall of Fame aufgenommen.

## Organisation
Verantwortlich für die Organisation von Rugby Union in Kenia ist die Kenya Rugby Union (englisch, KRU; Swahili Shirikisho la Raga Kenya). Der Verband wurde 1970 gegründet und 1990 Vollmitglied des International Rugby Football Board (IRFB; heute World Rugby). Die KRU ist außerdem Gründungsmitglied der Confédération Africaine de Rugby (Confederation of African Rugby; heute Rugby Africa), die 1986 in Tunis von acht afrikanischen Verbänden gegründet wurde.
Die höchste Rugbyliga in Kenia ist der Kenya Cup mit elf Mannschaften. Spieler mit größeren Ambitionen gehören der Auswahlmannschaft Simbas an, die am südafrikanischen Wettbewerb Currie Cup teilnimmt und ihre Heimspiele zu diesem Zweck in Kapstadt austrägt. Ein Großteil der Spieler, die für die Nationalmannschaft antritt, gehört entweder dieser Auswahl an oder spielt für andere südafrikanische Teams. Weitere Spieler stehen bei europäischen Vereinen unter Vertrag.
Neben der eigentlichen Nationalmannschaft ruft die KRU weitere Auswahlmannschaften zusammen. Wie andere Rugbynationen verfügt Kenia über eine U-20-Nationalmannschaft, die an den entsprechenden Weltmeisterschaften teilnimmt. Hinzu kommt Kenya Sevens, die Nationalmannschaft für Siebener-Rugby. Kinder und Jugendliche werden in Schulen an den Rugbysport herangeführt und je nach Interesse und Talent beginnt dann die Ausbildung.

## Geschichte

### Einführung und Verbreitung von Rugby
Anfang des 20. Jahrhunderts brachten britische Siedler den Rugbysport in die damalige Kolonie Britisch-Ostafrika; 1909 fand das erste dokumentierte Rugbyspiel statt. Anfangs war es nur „weißen“ Siedlern erlaubt, Rugby zu spielen, während Einheimischen der Zugang zu dieser Sportart verwehrt blieb. Die Rugby Football Union of Kenia (RFU-K) wurde im August 1921 gegründet und nahm 1923 ihre Arbeit auf, nachdem der der erste Rugbyverein Kenias, der Nairobi Rugby Club, wegen seiner übermächtigen Stellung in den Nondescripts RFC und die Harlequins (nicht identisch mit dem heutigen Kenya Harlequin FC) aufgeteilt worden war. Frühe Wettbewerbe waren die Nairobi District Championships seit 1925, der Enterprise Cup seit 1930 und ein Turnier der Royal Armed Forces seit 1937.
Zwischen den 1920er und 1950er Jahren tourten mehrere nennenswerte Mannschaften durch Kenia, darunter die Auswahlteams der südafrikanischen Universitäten Kapstadt und Stellenbosch sowie 1951 eine gemeinsame Mannschaft der britischen Universitäten Oxford und Cambridge. Spielort war jeweils das Mitchell Park Stadium, bis zur Eröffnung des RFUEA Ground in Nairobi im Jahr 1952. 1950 bildete sich die Ostafrikanische Rugby-Union-Mannschaft, eine Auswahl der besten Spieler der Kolonien Kenia, Tanganjika (heute Tansania) und Uganda, deren Vorbild die British Lions waren. Man bezeichnete sie auch als Tuskers, wobei dieses Wort für Elefanten mit besonders großen Stoßzähnen steht. Die Tuskers unternahmen in den drei folgenden Jahrzehnten mehrere Touren, unter anderem nach England (1966) und Irland (1972). Ebenso trafen sie in Nairobi auf mehrere durchreisende Teams, darunter die British Lions (1955 und 1962), die Barbarians (1958), die südafrikanischen Springboks (1961) und die Nationalmannschaft von Wales (1964).
1953 traten Tanganjika und Uganda als Teilverbände der RFU-K bei, wodurch die Rugby Football Union of East Africa (RFUEA) entstand. 1954 traf eine kenianische Mannschaft in Arusha erstmals auf eine Mannschaft Tanganjikas und gewann diese Begegnung. Sie diente als Auswahlverfahren für die Tour der Tuskers in den Copperbelt von Nordrhodesien im selben Jahr. 1955 wurde diese Partie abermals ausgetragen, wobei Tanganjika mit 11:3 gewann. 1956 fand das dritte Spiel zwischen beiden Teams in Arusha statt und endete mit einem 13:0-Sieg Kenias. 1956 löste sich die nur noch formal bestehende RFU-K auf, da die Regionalverbände bereits Mitglied der RFUEA waren. 1958 schlug eine kenianische Mannschaft Ugandas Auswahl mit 21:11. Für die Auswahl Kenias und die Tuskers wurden oft Spieler anderer ostafrikanischer Länder und auch europäischer Herkunft berufen. Obschon die Ergebnisse meist recht einseitig waren, halfen diese Spiele dabei, die Beliebtheit des Rugbysports in Kenia zu fördern.

### Unabhängigkeit und Integration
1963 erlangte Kenia die Unabhängigkeit. Aufgrund des Endes der Rassentrennung im Schulsystem, die damit einherging, durfte die einheimische Bevölkerung (oder zumindest deren Oberschicht) nun ebenfalls Eliteschulen wie Duke of York und Prince of Wales besuchen, die traditionelle Rugby-Hochburgen waren. Spieler wie Chris Onsotti, John Gichinga, Dennis Awori, George Kariuki, Jackson „Jacko“ Omaido und Jim Owino gehörten der ersten Generation einheimischer kenianischer Rugbyspieler an. Diese leistete die entscheidende Vorarbeit für die folgenden Spieler, unter denen das kenianische Rugby weiter aufblühte. 1970 fiel der Beschluss, die bestehenden regionalen Teilverbände zur Kenya Rugby Union (KRU; Swahili Shirikisho la Raga Kenya) mit Sitz in Nairobi zusammenzulegen. Im selben fand die erste Austragung des Kenya Cup statt. 1972 wurde Ted Kabetu der erste einheimische Spieler, der in einem Spiel für die Tuskers antrat.
Ein Zustrom an Spielern aus Tansania gab den Tuskers Auftrieb und Kenia konnte sich allmählich als angesehene Rugbynation etablieren. In den 1970er Jahren besuchten mehrere englische Klubs das Land für Spiele gegen die Ostafrika-Auswahl. Das beachtlichste Ergebnis war eine knappe 15:20-Niederlage gegen die Harlequins. Die eigentliche kenianische Nationalmannschaft hingegen trat von 1958 bis 1979 nur einmal in Erscheinung, da es ihr an möglichen Gegnern mangelte. Um trotzdem einheimische Spieler fördern zu können, stellte die Tageszeitung Daily Nation im April 1974 den Miro RFC zusammen, eine Einladungsmannschaft nach dem Vorbild des Barbarian FC. Miro war überwiegend eine Mannschaft für „schwarze“ Spieler und hatte lediglich zwei „weiße“ Spieler in seinen Reihen. Der Mannschaft kam eine wichtige Rolle bei der Etablierung des Rugby unter Afrikanern in Kenia zugute. 1976 gewann sie mit 20:12 gegen den italienischen Erstligisten Rugby Roma Olimpic. Aufgrund von Uneinigkeiten über die ethnische Auswahl der Spieler wurde die Mannschaft vorübergehend aufgelöst. Nach dreijähriger Pause nahm sie ihre Tätigkeit jedoch wieder auf und erzielte einen 32:19-Sieg über den englischen Blackheath FC, was den „schwarzen“ Rugbyspielern neue Hoffnung gab.
1977 gründeten sich der Mean Machine RFC und der Mwamba RFC unabhängig voneinander als Klubs für einheimische Spieler. Mean Machine, die Mannschaft der University of Nairobi mit Spielern wie Absalom “Bimbo” Mutere, Tom Oketch und Joe “JJ” Masiga, gewann die kenianische Meisterschaft in der ersten Saison. Dies erwies sich als durchschlagenden Erfolg, da das Rugby in Kenia damals immer noch von „weißen“ Klubs wie Kenya Harlequins, Nondescripts, Impala RFC und Western Kenya/Oribis dominiert wurde. Dem Historiker Michael Mundia Kamau zufolge begann mit der Gründung von Mean Machine ein Transformationsprozess. Seitdem spielen in Kenia vor allem einheimische Studenten Rugby. Black Blad RFC, das Team der Kenyatta University, gewann im Jahr darauf den Meistertitel. Es waren vor allem Spieler der zweiten Generation, die bei der Gründung beider Vereine führend waren. Als Folge des gescheiterten Putschversuch gegen Präsident Daniel arap Moi im August 1982 und der darauffolgenden Schließung der University of Nairobi musste Mean Machine rund ein Jahr lang den Spielbetrieb ruhen lassen.
Die Verbände Kenias, Ugandas und Tansanias gingen zunehmend ihre eigenen Wege und zeigten immer weniger Interesse am gemeinsamen ostafrikanischen Auswahlteam. Die letzte Tour der Tuskers fand 1982 statt. Andererseits bemühte sich die Kenya Rugby Union ab 1979 aktiv darum, dass die bisher vernachlässigte Nationalmannschaft jedes Jahr mindestens ein Test Match gegen andere afrikanische Länder austrug. Gegner im Verlaufe der 1980er Jahre waren Simbabwe, Sambia, Madagaskar und Nigeria. Vor allem Simbabwe und nach 1990 auch Namibia erwiesen sich als ernsthafte Konkurrenten. Im Januar 1986 war der kenianische Verband in Tunis eines der Gründungsmitglieder der Confédération Africaine de Rugby (Confederation of African Rugby; heute Rugby Africa). Die anderen Gründungsmitglieder waren die Verbände der Elfenbeinküste, Madagaskars, Marokkos, Senegals, der Seychellen, Tansanias und Tunesiens. Ein Jahr zuvor hatte der International Rugby Football Board (IRFB; heute World Rugby), der damals noch sehr exklusiv war und nur acht Mitglieder zählte, die Einführung der Weltmeisterschaft beschlossen. Für die erste Austragung 1987 vergab der IRFB neun Startplätze durch Einladungen, wobei Kenia wie erwartet unberücksichtigt blieb.

### Lang anhaltende Krise
Zwar erfolgte 1990 die Aufnahme der Kenya Rugby Union in den IRFB und im selben Jahr wurde Rugby als Schulsport an weiterführenden Schulen eingeführt, doch nahmen die Kenianer nicht an der Qualifikation zur Weltmeisterschaft 1991 teil. Allgemein steckte der kenianische Rugbysport in den 1990er Jahren in einer Krise. Einer der Gründe dafür war 1992 der tragische Unfalltod von Ken Kanyi, der als einer der besten Spieler des Landes galt. Er kam während eines Turniers des Impala RFC unter unglücklichen Umständen ums Leben, worauf fast eine ganze Spielergeneration den Sport aufgab. Die Nationalmannschaft musste neu aufgebaut werden und konnte nur sporadisch Test Matches bestreiten. Zudem herrschte eine wachsende Konkurrenzsituation mit der Variante Siebener-Rugby, die sich nicht zuletzt dank internationaler Erfolge immer größerer Beliebtheit erfreute. In der Qualifikation zur Weltmeisterschaft 1995 unterlagen die Kenianer Simbabwe und Namibia, während gegen Arabien ein knapper Sieg resultierte; somit verpassten sie den Einzug in die zweite Runde. In der Qualifikation zur Weltmeisterschaft 1999 gelang den Kenianern ein Sieg über Arabien, während sie Tunesien unterlagen und aufgrund ihrer schlechteren Punktedifferenz abermals vorzeitig ausschieden.

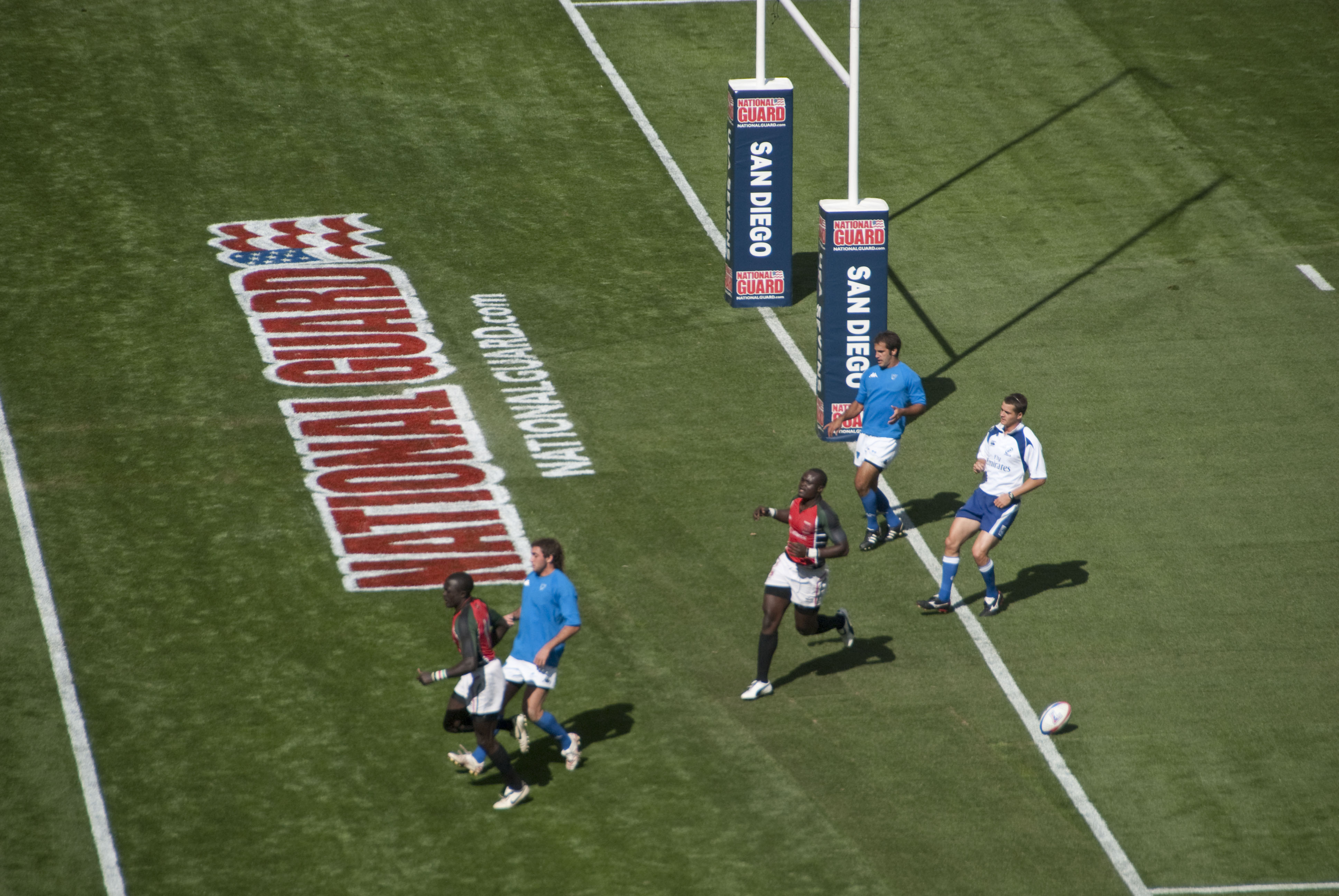
Kenia gegen die Army National Guard, 2009

Allmählich ging es mit dem kenianischen Rugby wieder bergauf, nachdem der Sport in der Bevölkerung an Beliebtheit gewonnen hatte. Neu eingeführte Wettbewerbe brachten neue Möglichkeiten zur Austragung von Test Matches mit sich, was wiederum das Ende der bisherigen jahrelangen Pausen bedeutete. Nachdem 2000 die erste Afrikameisterschaft noch ohne kenianische Beteiligung stattgefunden hatte, erreichten die Simbas ein Jahr später in der zweiten Division den zweiten Platz hinter Madagaskar. In der zweiten Division der Afrikameisterschaft 2002, die als Qualifikation zur Weltmeisterschaft 2003 diente, folgte auf einen knappen Sieg über Kamerun eine ebenso knappe Niederlage gegen Uganda, was nicht für das Erreichen der nächsten Runde ausreichend war.
Ab der Afrikameisterschaft 2003 war das Team in der ersten Division eingeteilt, in der es hinter Namibia den zweiten Gruppenplatz errang. Dies wiederholte sich im darauffolgenden Jahr. Ebenfalls 2004 entschieden die Kenianer das erste jährliche Spiel um den neu eingeführten Elgon Cup gegen Uganda mit 18:8 für sich. Die Gruppenphase der Afrikameisterschaft 2005 beendeten sie abermals auf dem zweiten Gruppenplatz, diesmal hinter Marokko. Ein Jahr später war die Afrikameisterschaft 2006 gleichzeitig Teil der Qualifikation zur Weltmeisterschaft 2007. Der Mannschaft gelangen zwei Heimsiege über Tunesien und Namibia, während sie zwei Auswärtsniederlagen hinnehmen musste; aufgrund ihrer schlechteren Punktedifferenz schieden die Kenianer erneut aus.
Bei der Afrikameisterschaft 2007 setzten sie sich in ihrer Gruppe zunächst gegen Marokko und Kamerun durch. Im Halbfinale unterlagen sie Uganda, während das Spiel um Platz drei mit einem 30:27 über die Elfenbeinküste endete. Die über einen Zeitraum von zwei Jahren durchgeführte Afrikameisterschaft 2008/09 diente als Afrikaqualifikation zur Weltmeisterschaft 2011. Nach einem Sieg über Kamerun und einer Niederlage gegen Tunesien belegten die Kenianer den zweiten Gruppenrang und verpassten das Halbfinale, was auch das Ende der WM-Ambitionen bedeutete.

### Allmähliche Etablierung
Marokko und Namibia zogen sich aus finanziellen Gründen aus der Afrikameisterschaft 2011 zurück. Gastgeber Kenia nutzte die Abwesenheit der beiden Favoriten, setzte sich im Finale mit 16:7 gegen Tunesien durch und sicherte sich dadurch zum ersten Mal den kontinentalen Meistertitel. Im Halbfinale der Afrikameisterschaft 2012 unterlagen die Kenianer ihren ugandischen Nachbarn, setzten sich aber im Spiel ubm Platz drei gegen Tunesien durch. Die in Madagaskar ausgetragene Afrikameisterschaft 2013 war wiederum ein durchschlagender Erfolg für das kenianische Rugby. Im Halbfinale setzte sich die Nationalmannschaft gegen Uganda und im Finale gegen Simbabwe durch, wodurch sie den zweiten kontinentalen Meistertitel holte. 2014 nahm die kenianische Mannschaft unter der Bezeichnung „Simba XV“ am südafrikanischen Vodacom Cup teil. Sie trug ihre Heimspiele Kapstadt aus und gewann ihr erstes Spiel gegen die Mighty Elephants mit 17:10. Die Kenianer verloren jedoch die übrigen sechs Spiele und schlossen die südliche Division auf dem siebten Platz ab. Die Turnierteilnahme erwies sich als gute Vorbereitung auf die darauf folgende Afrikameisterschaft 2014, die zusammen mit dem Vorjahresturnier als Qualifikation zur Weltmeisterschaft 2015 zählte. Den Kenianern gelang ein Auftaktsieg über Namibia sowie ein deutlicher Sieg über Madagaskar. Nachdem sie jedoch Simbabwe unterlegen waren, schieden sie hinter den punktgleichen Namibiern und Simbabwern aus.

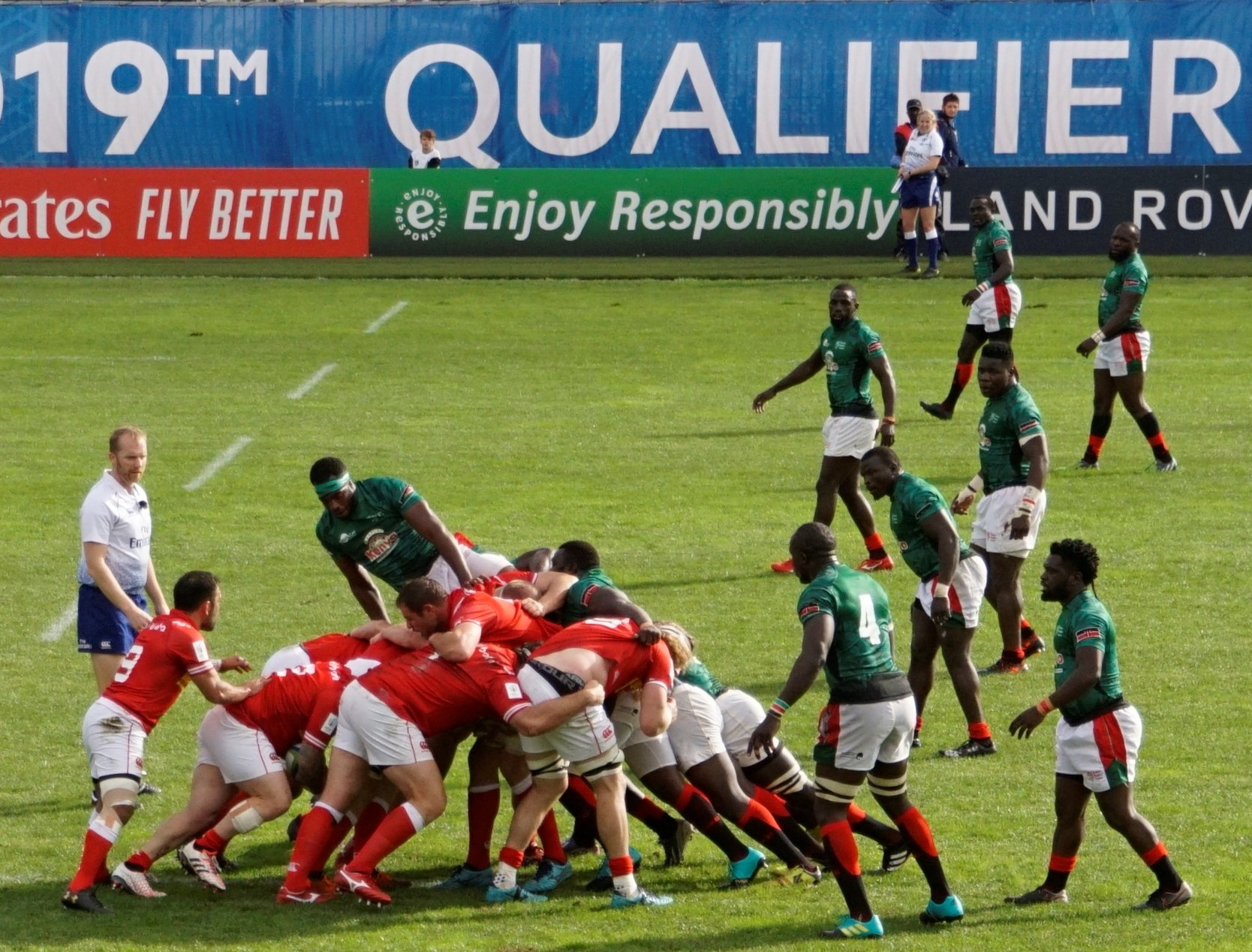
Kenia gegen Kanada während der WM-Qualifikation in Marseille (2018)

Im Mai 2015 traf Kenia erstmals seit der Tour der ostafrikanischen Auswahl in den 1970er und 1980er Jahren wieder auf europäische Mannschaften und schlug Portugal im Test Match auf dem RFUEA Ground mit 41:15. Die anschließende Afrikameisterschaft 2015 beendete das Team nach Niederlagen gegen Simbabwe und Namibia sowie einem Sieg über Tunesien auf dem dritten Platz. Ein Jahr später erreichte Kenia in der Afrikameisterschaft 2016 hinter Namibia den zweiten Platz. Ebenfalls 2016 unterzeichnete die Kenya Rugby Union einen Sponsorenvertrag mit dem Wettbüro Sportpesa im Wert von 607 Millionen Kenia-Schilling. Es handelt sich dabei um den lukrativsten Sponsorenvertrag in der Geschichte des kenianischen Rugby. Die Einnahmen sollen nicht nur den Siebener- und Rugby-Union-Nationalmannschaften zugutekommen, sondern auch der Entwicklung der Frauen- und Jugendmannschaften dienen. Im September 2016 ersuchte die Kenya Rugby Union um die Teilnahme am südafrikanischen Currie Cup, jedoch konnte keine Einigung erzielt werden. Die Afrikameisterschaften der Jahre 2017 und 2018 zählten gemeinsam als Afrikaqualifikation zur Weltmeisterschaft 2019 und Kenia klassierte sich jeweils hinter Namibia auf dem zweiten Platz. Aufgrund dessen war die Mannschaft für das Finalturnier um den letzten verbliebenen WM-Startplatz teilnahmeberechtigt. Bei dem im November 2018 in Marseille ausgetragenen Turnier verloren die Kenianer jedoch alle drei Partien gegen Kanada, Hongkong und Deutschland.
Nachdem das Turnier zweimal wegen der COVID-19-Pandemie ausgefallen war, nahmen die Kenianer an der Afrikameisterschaft 2021/22 teil, die sich ausnahmsweise über zwei Jahre erstreckte. Die 2021 in Nairobi ausgetragene Vorrunde begann mit einer knappen Niederlage gegen Senegal und einem deutlichen Sieg über Sambia, womit die Kenianer in die K.-o.-Phase einzogen. Aus epidemiologischen Gründen fand diese im Juli 2022 in den französischen Städten Marseille und Aix-en-Provence statt. Nach dem Viertelfinalsieg über Uganda und dem knappen Halbfinalsieg über Algerien unterlag die Mannschaft im Finale den Namibiern deutlich. Damit erreichten die Kenianer erneut das interkontinentale Qualifikationsturnier für die Weltmeisterschaft 2023, das in Dubai ausgetragen wurde. Dort unterlagen sie den Vereinigten Staaten, Portugal und Hongkong.
Bei der Afrikameisterschaft 2024 erlitten die Kenianer im Halbfinale gegen Algerien eine überraschende 12:20-Niederlage, daraufhin auch das Spiel um den dritten Platz gegen Namibia mit 27:38. Die Afrikameisterschaft 2025 war Teil der Qualifikation zur Weltmeisterschaft 2027, Kenia scheiterte jedoch im Halbfinale knapp an den Simbabwern (mit 23:29) und unterlag auch im Spiel um Platz 3 den Algeriern (mit 5:15).

## Trikot, Logo und Spitzname

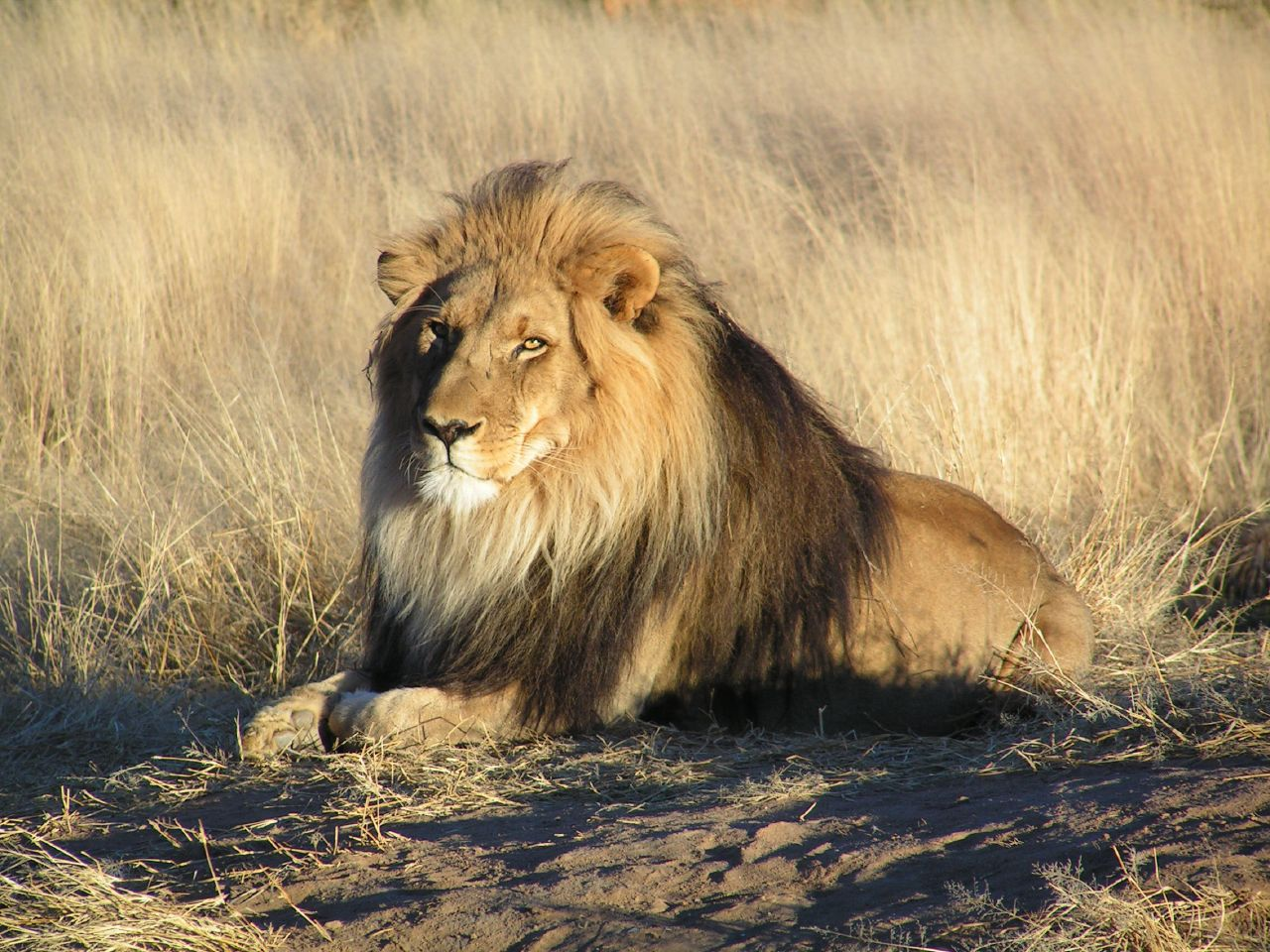
Der Löwe, Emblem der kenianischen Nationalmannschaft

Kenia spielt traditionell in roten Trikots mit schwarz-rot-grünen Ärmeln, schwarzen Hosen und grün-roten Socken, nach den Farben der Flagge Kenias. Das Auswärtstrikot ist grün mit schwarz-rot-grünen Ärmeln, schwarzen Hosen und grün-roten Socken.
Aktueller Trikotausrüster der kenianischen Nationalmannschaft ist der britische Sportartikelhersteller Umbro, der Trikotsponsor ist das kenianische Wettbüro SportPesa. Auf den Trikots erscheint das Verbandslogo auf der rechten Seite, das Ausrüsterlogo links und das Sponsorenlogo in der Mitte.
Das Logo der Kenya Rugby Union zeigt einen schreitenden Löwen, dem Wappentier Kenias, und den Schriftzug KENYA RUGBY. Der Spitzname der Nationalmannschaft lautet entsprechend Simbas („die Löwen“ auf Swahili).

## Stadion

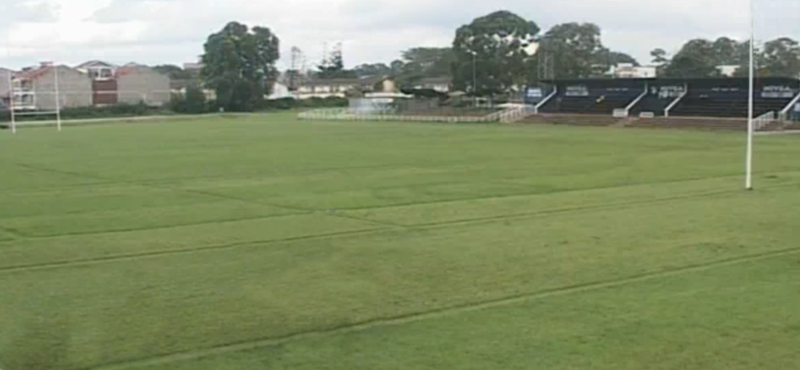
Der RFUEA Ground in Nairobi, Heimstadion Kenias

Das Heimstadion der kenianischen Nationalmannschaft ist der RFUEA Ground in der Hauptstadt Nairobi mit einer Kapazität von 6.000 Zuschauern. Es ist Eigentum der Kenya Rugby Union und wird für fast alle Heimspiele der Nationalmannschaft verwendet. Die kenianische Regierung hat inzwischen ein Grundstück für den Bau eines neuen Stadions zugeteilt.

## Test Matches
Kenia hat 84 seiner bisher 149 Test Matches gewonnen, was einer Gewinnquote von 56,38 % entspricht. Die Statistik der Test Matches Kenias gegen alle Nationen, alphabetisch geordnet, ist wie folgt (Stand 12. August 2025):
| Land                         | Spiele | Gewonnen | Unent- schieden | Verloren | % Siege |
| ---------------------------- | ------ | -------- | --------------- | -------- | ------- |
| Algerien                     | 3      | 1        | 0               | 2        | 33,33   |
| Arabien                      | 4      | 4        | 0               | 0        | 100,00  |
| Botswana                     | 1      | 1        | 0               | 0        | 100,00  |
| Brasilien                    | 3      | 3        | 0               | 0        | 100,00  |
| Chile                        | 1      | 0        | 0               | 1        | 0,00    |
| Deutschland                  | 2      | 0        | 0               | 2        | 0,00    |
| Elfenbeinküste               | 1      | 1        | 0               | 0        | 100,00  |
| Hongkong                     | 7      | 1        | 1               | 5        | 14,29   |
| Kamerun                      | 4      | 4        | 0               | 0        | 100,00  |
| Kanada                       | 1      | 0        | 0               | 1        | 0,00    |
| Madagaskar                   | 4      | 1        | 1               | 2        | 25,00   |
| Marokko                      | 4      | 2        | 0               | 2        | 50,00   |
| Mauritius                    | 1      | 1        | 0               | 0        | 100,00  |
| Namibia                      | 15     | 3        | 0               | 12       | 20,00   |
| Nigeria                      | 1      | 0        | 0               | 1        | 0,00    |
| Portugal                     | 2      | 1        | 0               | 1        | 50,00   |
| Russland                     | 1      | 0        | 0               | 1        | 0,00    |
| Sambia                       | 8      | 7        | 0               | 1        | 87,50   |
| Senegal                      | 3      | 2        | 0               | 1        | 66,67   |
| Simbabwe                     | 24     | 9        | 0               | 15       | 37,50   |
| Spanien                      | 1      | 1        | 0               | 0        | 100,00  |
| Tanganjika                   | 1      | 1        | 0               | 0        | 100,00  |
| Tunesien                     | 10     | 8        | 0               | 2        | 80,00   |
| Uganda                       | 44     | 30       | 2               | 12       | 68,18   |
| Vereinigte Arabische Emirate | 2      | 2        | 0               | 0        | 100,00  |
| Vereinigte Staaten           | 1      | 0        | 0               | 1        | 0,00    |
| Gesamt                       | 149    | 84       | 4               | 61       | 56,38   |

## Erfolge

### Weltmeisterschaften
Kenia konnte sich noch nicht für eine Weltmeisterschaft qualifizieren.
| Jahr | Resultat                                      | Spiele                                        | Siege                                         | Unent.                                        | Ndlg.                                         | +/-                                           | Punkte                                        |
| ---- | --------------------------------------------- | --------------------------------------------- | --------------------------------------------- | --------------------------------------------- | --------------------------------------------- | --------------------------------------------- | --------------------------------------------- |
| 1987 | nicht eingeladen                              | nicht eingeladen                              | nicht eingeladen                              | nicht eingeladen                              | nicht eingeladen                              | nicht eingeladen                              | nicht eingeladen                              |
| 1991 | nicht teilgenommen                            | nicht teilgenommen                            | nicht teilgenommen                            | nicht teilgenommen                            | nicht teilgenommen                            | nicht teilgenommen                            | nicht teilgenommen                            |
| 1995 | nicht qualifiziert (1. Qualifikationsrunde)   | nicht qualifiziert (1. Qualifikationsrunde)   | nicht qualifiziert (1. Qualifikationsrunde)   | nicht qualifiziert (1. Qualifikationsrunde)   | nicht qualifiziert (1. Qualifikationsrunde)   | nicht qualifiziert (1. Qualifikationsrunde)   | nicht qualifiziert (1. Qualifikationsrunde)   |
| 1999 | nicht qualifiziert (2. Qualifikationsrunde)   | nicht qualifiziert (2. Qualifikationsrunde)   | nicht qualifiziert (2. Qualifikationsrunde)   | nicht qualifiziert (2. Qualifikationsrunde)   | nicht qualifiziert (2. Qualifikationsrunde)   | nicht qualifiziert (2. Qualifikationsrunde)   | nicht qualifiziert (2. Qualifikationsrunde)   |
| 2003 | nicht qualifiziert (2. Qualifikationsrunde)   | nicht qualifiziert (2. Qualifikationsrunde)   | nicht qualifiziert (2. Qualifikationsrunde)   | nicht qualifiziert (2. Qualifikationsrunde)   | nicht qualifiziert (2. Qualifikationsrunde)   | nicht qualifiziert (2. Qualifikationsrunde)   | nicht qualifiziert (2. Qualifikationsrunde)   |
| 2007 | nicht qualifiziert (2. Qualifikationsrunde)   | nicht qualifiziert (2. Qualifikationsrunde)   | nicht qualifiziert (2. Qualifikationsrunde)   | nicht qualifiziert (2. Qualifikationsrunde)   | nicht qualifiziert (2. Qualifikationsrunde)   | nicht qualifiziert (2. Qualifikationsrunde)   | nicht qualifiziert (2. Qualifikationsrunde)   |
| 2011 | nicht qualifiziert (2. Qualifikationsrunde)   | nicht qualifiziert (2. Qualifikationsrunde)   | nicht qualifiziert (2. Qualifikationsrunde)   | nicht qualifiziert (2. Qualifikationsrunde)   | nicht qualifiziert (2. Qualifikationsrunde)   | nicht qualifiziert (2. Qualifikationsrunde)   | nicht qualifiziert (2. Qualifikationsrunde)   |
| 2015 | nicht qualifiziert (Afrikameisterschaft 2014) | nicht qualifiziert (Afrikameisterschaft 2014) | nicht qualifiziert (Afrikameisterschaft 2014) | nicht qualifiziert (Afrikameisterschaft 2014) | nicht qualifiziert (Afrikameisterschaft 2014) | nicht qualifiziert (Afrikameisterschaft 2014) | nicht qualifiziert (Afrikameisterschaft 2014) |
| 2019 | nicht qualifiziert (Repechage)                | nicht qualifiziert (Repechage)                | nicht qualifiziert (Repechage)                | nicht qualifiziert (Repechage)                | nicht qualifiziert (Repechage)                | nicht qualifiziert (Repechage)                | nicht qualifiziert (Repechage)                |
| 2023 | nicht qualifiziert (Finalturnier)             | nicht qualifiziert (Finalturnier)             | nicht qualifiziert (Finalturnier)             | nicht qualifiziert (Finalturnier)             | nicht qualifiziert (Finalturnier)             | nicht qualifiziert (Finalturnier)             | nicht qualifiziert (Finalturnier)             |
| 2027 | nicht qualifiziert (Dritte Phase)             | nicht qualifiziert (Dritte Phase)             | nicht qualifiziert (Dritte Phase)             | nicht qualifiziert (Dritte Phase)             | nicht qualifiziert (Dritte Phase)             | nicht qualifiziert (Dritte Phase)             | nicht qualifiziert (Dritte Phase)             |
| 2031 | noch ausstehend                               | noch ausstehend                               | noch ausstehend                               | noch ausstehend                               | noch ausstehend                               | noch ausstehend                               | noch ausstehend                               |

### Afrikameisterschaft
Kenia nimmt seit 2000 an der jährlich ausgetragenen Afrikameisterschaft teil und entschied in diesem Zeitraum zwei Austragungen für sich.
- Turniersiege (2): 2011, 2013

### Weitere Test Matches

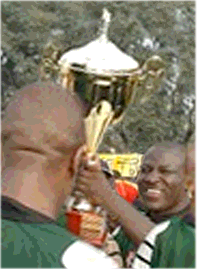
Der Elgon Cup

Aufgrund der späten Etablierung unternahm Kenia während der Amateurära keine Touren nach alter Tradition, da um das Jahr 2000 ohnehin zum Erliegen kamen. Heute stehen für Test Matches gegen Teams der nördlichen Hemisphäre jedes Jahr zwei Zeitfenster zur Verfügung: Bei den Mid-year Internationals im Juni kommen Teams aus Europa nach Kenia, bei den End-of-year Internationals im November reisen die Kenianer nach Europa. Seit 2004 spielt Kenia meist jährlich gegen Uganda um den Elgon Cup (benannt nach dem Mount Elgon auf der Grenze zwischen Kenia und Uganda). Außer an Afrikameisterschaften nimmt das Team auch am sporadisch durchgeführten Victoria Cup teil, zusammen mit den ostafrikanischen Ländern Uganda, Sambia und Simbabwe. Spiele gegen außerafrikanische Mannschaften sind selten.

## Spieler

### Aktueller Kader
Die folgenden Spieler bildeten den Kader für die Repechage der WM-Qualifikation 2023:
| Spieler                 | Position         | Verein                   |
| ----------------------- | ---------------- | ------------------------ |
| Samuel Asati            | Gedrängehalb     | Kenya Commercial Bank SC |
| Brian Tanga             | Gedrängehalb     | Kabras Sugar RC          |
| Samson Onsumu           | Gedrängehalb     | Menengai Oilers RC       |
| Amon Wamalwa            | Verbinder        | Homeboyz RC              |
| Geoffrey Ominde         | Verbinder        | Menengai Oilers RC       |
| Bryceson Adaka          | Innendreiviertel | Kabras Sugar RC          |
| John Okoth              | Innendreiviertel | Menengai Oilers RC       |
| Peter Kilonzo           | Innendreiviertel | Kenya Commercial Bank SC |
| Timothy Omela           | Außendreiviertel | Menengai Oilers RC       |
| Beldad Peter Ogeta Obia | Außendreiviertel | Menengai Oilers RC       |
| Jacob Ojee              | Außendreiviertel | Kenya Commercial Bank SC |
| Geoffrey Okwach         | Außendreiviertel | Kenya Commercial Bank SC |
| Darwin Mukidza          | Schlussmann      | Kenya Commercial Bank SC |

| Spieler             | Position             | Verein                    |
| ------------------- | -------------------- | ------------------------- |
| Teddy Akala         | Hakler               | Kabras Sugar RC           |
| Eugene Sifuna       | Hakler               | Kabras Sugar RC           |
| Brian Waraba        | Hakler               | Kenya Harlequins          |
| Edward Mwaura       | Pfeiler              | Menengai Oilers RC        |
| Joseph Odero        | Pfeiler              | Kabras Sugar RC           |
| Ephraim Oduor       | Pfeiler              | Kabras Sugar RC           |
| Patrick Ouko        | Pfeiler              | Kenya Commercial Bank RFC |
| Andrew Simiyu       | Pfeiler              | Universität Johannesburg  |
| Ian Masheti         | Pfeiler              | Impala Saracens           |
| Brian Juma Otieno   | Zweite-Reihe-Stürmer | Kabras Sugar RC           |
| Thomas Okeyo Ongera | Zweite-Reihe-Stürmer | Universität Johannesburg  |
| Malcolm Onsando     | Zweite-Reihe-Stürmer | CS Dinamo București       |
| Clinton Odhiambo    | Zweite-Reihe-Stürmer | Menengai Oilers RC        |
| Daniel Sikuta       | Flügelstürmer        | Kabras Sugar RC           |
| Joshua Weru         | Flügelstürmer        | Northampton Saints        |
| Martin Owilah       | Flügelstürmer        | Kenya Commercial Bank RFC |
| Bethwel Anami       | Nummer Acht          | Strathmore University RFC |

### Bekannte Spieler
Ein ehemaliger kenianischer Spieler wurde aufgrund seiner herausragenden Leistungen in die World Rugby Hall of Fame aufgenommen:
| Spieler          | Position         | Aufnahme |
| ---------------- | ---------------- | -------- |
| Humphrey Kayange | Innendreiviertel | 2011     |

### Spielerstatistiken
Nachfolgend sind die wichtigsten Statistiken aufgelistet, die Spieler Kenias betreffen. Die mit * markierten Spieler sind noch aktiv und können sich weiter verbessern.
(Stand: Juli 2025)
| Rang | Name           | Zeitraum  | Spiele |
| ---- | -------------- | --------- | ------ |
| 01   | Darwin Mukidza | 2015–2021 | 30     |
| 02   | Moses Amusala  | 2014–2018 | 27     |
| 03   | Samson Onsomu  | 2016–2021 | 25     |
| 04   | Peter Karia    | 2015–2018 | 24     |
| 05   | Oliver Kizito  | 2014–2018 | 24     |
| 06   | Tony Opondo    | 2014–2018 | 24     |
| 07   | Isaac Adimo    | 2011–2018 | 21     |
| 08   | Davis Chenge   | 2014–2021 | 21     |
| 09   | Curtis Lilako  | 2011–2018 | 20     |
| 10   | Martin Owilah  | 2014–2018 | 19     |

| Rang | Name            | Zeitraum  | Punkte |
| ---- | --------------- | --------- | ------ |
| 01   | Darwin Kinyangi | 2015–2021 | 302    |
| 02   | Tony Opondo     | 2014–2018 | 055    |
| 03   | Davis Chenge    | 2014–2021 | 050    |
| 04   | Jacob Ojee      | 2015–2018 | 042    |
| 05   | Samson Onsomu   | 2016–2021 | 035    |
| 06   | David Ambunya   | 2011–2017 | 032    |
| 07   | Fabian Ogutu    | 2015–2016 | 028    |
| 08   | Samuel Oliech   | 2015–2018 | 025    |
| 09   | Martin Owilah   | 2014–2018 | 025    |
| 10   | Oliver Kizito   | 2014–2018 | 022    |

| Rang | Name            | Zeitraum  | Versuche |
| ---- | --------------- | --------- | -------- |
| 01   | Darwin Kinyangi | 2015–2021 | 13       |
| 02   | Tony Opondo     | 2014–2018 | 11       |
| 03   | Davis Chenge    | 2014–2021 | 10       |
| 04   | Jacob Ojee      | 2015–2018 | 08       |
| 05   | Samson Onsomu   | 2016–2021 | 07       |
| 06   | David Ambunya   | 2011–2017 | 06       |
| 07   | Martin Owilah   | 2014–2018 | 05       |
| 08   | William Ndayara | 2018–2018 | 04       |
| 09   | Moses Amusala   | 2014–2018 | 04       |
| 10   | Oliver Kizito   | 2014–2018 | 04       |

## Trainer
Folgende Personen waren Trainer der kenianischen Nationalmannschaft:
| Name                      | Jahre     |
| ------------------------- | --------- |
| Ken Thimba                | 2001–2003 |
| Benjamin Ayimba (interim) | 2003      |
| Thomas Odundo             | 2004–2006 |
| Manuel Okoth              | 2006      |
| Michael Otieno            | 2007–2012 |
| Jerome Paarwater          | 2013–2017 |
| Ian Snook                 | 2018–2019 |
| Paul Odera                | 2019–2022 |
| Jerome Paarwater          | seit 2023 |